# Emanuel Chabo
Emanuel Chabo, född 27 september 2002, är en svensk fotbollsspelare som spelar för AFC Eskilstuna.

## Karriär
Chabo började spela fotboll i IFK Norrköping som femåring. I juni 2021 skrev han på sitt första A-lagskontrakt; ett 2,5-årskontrakt. Chabo gjorde allsvensk debut den 28 november 2021 i en 4–1-förlust mot Degerfors IF, där han blev inbytt i den 70:e minuten mot Samuel Adegbenro.
I mars 2023 gick Chabo till Åtvidabergs FF. I februari 2024 skrev han på ett tvåårskontrakt med Örebro Syrianska. I november 2024 bröt Chabo sitt kontrakt med klubben. I januari 2025 värvades han av AFC Eskilstuna.